# Richard Kruspe
Richard Kruspe, nemški glasbenik, * 24. junij 1967, Wittenberge, Nemčija.
Richard je prvi kitarist skupine Rammstein, njegov vzdevek je Sven (»Zven«). Svojo glasbeno kariero je začel v stari glasbeni skupini Orgasm Death Gimmick. 
Enkrat se je ločil in ponovno poročil z igralko Caren Bernstein. V prvem zakonu ima hčerko Khiro Li Lindemann, katere mama je bila poročena tudi z drugim članom skupine Rammstein, Tillom Lindemannom.